# Svetlana Pasti
Svetlana Michajlovna Pasti (rusky Светлана Михайловна Пасти) , rozená Juškevič (rusky Юшкевич; finsky Juskevits) je finská mediální odbornice a bývalá ruská novinářka.

## Profesní kariéra
Pochází ze Sovětského svazu. Vystudovala žurnalistiku na Petrohradské státní univerzitě, kde promovala v roce 1982. Od srpna 1983 do října 1996 pracovala jako šéfredaktorka rozhlasové stanice „Rádio Severomorsk“. Tentýž rok se přestěhovala do Finska a změnila své příjmení Juškevič (azbukou: Юшкевич) na Juskevits. V roce 2003 si vzala příjmení Pasti.
Po emigraci pracovala krátce v Akademii Finska (finsky: Suomen Akatemia; švédsky: Finlands Akademi) a na Finském ministerstvu školství. Od roku 1998 působí na Tamperské univerzitě, kde roku 2007 obhájila disertační práci na téma „The Changing Profession of a Journalist in Russia“. Je autorkou dvou knih a několika desítek vědeckých článků, uveřejněných v mnoha zemích. Jedna z Pastiných knih byla přeložena z angličtiny do ruštiny. Přednáší na konferencích a kongresech doma i v zahraničí.

## Publikační činnost (výběr)
Knižně vydané práce
- Svetlana Juskevits (2002) Professional Roles of Russian Journalists at the End of the 1990s: A Case Study of St. Petersburg Media. University of Tampere, Department of Journalism and Mass Communication.
  - Překlad do ruštiny: Пасти, Светлана. Российский журналист в контексте перемен : медиа Санкт-Петербурга [A Russian Journalist in Context of Change: Media of St. Petersburg] / С.Пасти. - Тампере : Tampere University Press, 2004. - 292 с. - Авторский перевод с англ. яз. - Библиогр: с. 273 - 292. - ISBN 951-44-5975-X Приложения : с. 267 - 272
- Svetlana Pasti (2007) The Changing Profession of a Journalist in Russia. Tampere: Tampereen Yliopisto ISBN 978-951-44-7100-1

Odborné články v časopisech a sbornících
- ПАСТИ, Светлана. Современные российские журналисты: Отношение к профессии. Вестник Московского университета. Серия 10 (Журналистика). 2012, čís. 4, s. 22–41. Dostupné v archivu pořízeném dne 2018-04-17. (rusky)
- PASTI, Svetlana, Mikhail Chernysh and Luiza Svitich. Russian journalists and their profession. In: WEAVER, David H.; WILLNAT, Lars. The Global Journalist in the 21st Century. New York: Routledge, 2012. Dostupné online. ISBN 978-0-415-88576-8. S. 267–282. (anglicky)